# 武田日向
武田 日向（たけだ ひなた、1978年8月11日 - 2017年1月）は、日本の漫画家である。女性。代表作は『やえかのカルテ』、『異国迷路のクロワーゼ』、『GOSICK -ゴシック-』（イラスト）。
イラストレーターの千野えながは4歳年下の妹。『やえかのカルテ』1巻にて、当時美術専門学校生だった妹にアシスタントをしてもらっている事を武田自身が語っている。
2017年1月、病気のため死去。38歳没。同年5月9日発売の『ドラゴンエイジ』2017年6月号及び同日の『GOSICK -ゴシック-』公式ブログの作者桜庭一樹によるエントリーで公表された。

## 作品リスト

### 漫画
- やえかのカルテ（角川ドラゴンコミックス）
- 狐とアトリ―武田日向短編集-（角川コミックス ドラゴンJr.）
  - 狐とアトリ（ドラゴンエイジ 2005年8月号）
  - ドールズ・ガール（ドラゴンエイジピュア vol.01（ドラゴンエイジ2006年2月号増刊））
  - やえかのカルテ番外編（ドラゴンエイジ 2004年9月号）
- 異国迷路のクロワーゼ（角川コミックス ドラゴンJr.）
- 夕立プール（電撃大王 2006年10月号）

### イラスト・挿絵
- TCGモンスターコレクション（1999-2000年）
- ゴーレムは証言せず ソード・ワールド短編集 （山本弘/著、安田均/編集、富士見ファンタジア文庫 2000年）
- GOSICK -ゴシック- シリーズ（桜庭一樹/著、富士見ミステリー文庫 2003-2007年→角川ビーンズ文庫 2011年）
- 蜻蛉迷宮（谷川流/原作、菜住小羽/作画、電撃コミックス 2008年）- キャラクター原案

### 画集
- 迷宮の小径 【武田日向】画集（KADOKAWA 2008年4月、月刊ドラゴンエイジ2008年6月号増刊ドラゴンエイジピュア Vol.10付録）
- 武田日向画集 lumiere（KADOKAWA 2018年6月） ISBN 978-4-04-072661-8